# The Spiral
The Spiral (らせん?, Rasen) è un film del 1998 diretto da Joji Iida,
È uno dei sequel del film Ring e, così come il primo film, è basato sul romanzo Spiral di Kōji Suzuki.

## Trama
La salma di Ryuji Takayama viene esaminata dal suo amico e rivale, il patologo Mitsuo Andou. All'interno dello stomaco di Takayama, Andou trova un bigliettino con un criptico messaggio "un regalo per te". Intanto Reiko Asakawa e suo figlio Yoichi Asakawa, moglie e figlio di Takayama muoiono in un incidente. Andou comincia ad unire i pezzi del puzzle e viene a conoscenza della videocassetta maledetta, che dà la morte dopo 7 giorni che la si è vista. Andou, disinteressato alla propria vita, dopo la morte del figlioletto, guarda la videocassetta senza curarsi troppo della maledizione. Tuttavia, lo spirito vendicativo di Sadako sembra avere progetti differenti per lui.

## Produzione
In un'insolita mossa commerciale, Ring ed il suo seguito Rasen furono distribuiti in Giappone nello stesso periodo. La produzione pensò che ciò potesse incrementare gli incassi, dato che entrambi i romanzi avevano avuto un ottimo successo. I due film condividevano parte degli attori, ma differenti registi e sceneggiatori. Ring fu un enorme successo al botteghino, mentre Rasen un incredibile flop, al punto che lo sviluppo della storia dato dal film, fu presto rinnegato dai fan e dalla produzione. Takahashi e Nakata vennero poi nuovamente reclutati per produrre un sequel alternativo Ring 2, che rimpiazzò Rasen come sequel di Ring, prendendo una piega completamente diversa rispetto al libro di Suzuki.

## Distribuzione

### DVD
Nel 2003 il film è stato doppiato dalla ETS ed è stato distribuito in DVD dalla Dynit.